# El Hacaiba
El Hacaiba ou El Haçaiba (em árabe: الحصيبة) é uma comuna localizada na província de Sidi Bel Abbès, Argélia. De acordo com o censo de 2008, a população total da cidade era de 2 895 habitantes.